# Liste der Stolpersteine in Geseke
Die Liste der Stolpersteine in Geseke enthält alle Stolpersteine, die im Rahmen des gleichnamigen Projekts von Gunter Demnig in Geseke verlegt wurden. Mit ihnen soll an Opfer des Nationalsozialismus erinnert werden, die in Geseke lebten und wirkten.

## Verlegte Stolpersteine
| Name                    | Adresse         | Bild | Inschrift | Verlegedatum  | Biografie und Anmerkungen |
| ----------------------- | --------------- | ---- | --- | ------------- | ------------------------- |
| Ferdinand Kronenberg    | Hellweg 16–18 · |      | Hier wohnte Ferdinand Kronenberg Jg. 1879 enteignet 1937 ‘Schutzhaft’ 1938 Sachsenhausen deportiert 1942 Theresienstadt 1944 Auschwitz ermordet | 18. Juni 2022 |                           |
| Ida Kronenberg          | Hellweg 16–18 · |      | Hier wohnte Ida Kronenberg Jg. 1880 deportiert 1942 Theresienstadt 1944 Auschwitz ermordet                                                      | 18. Juni 2022 |                           |
| Werner Kronenberg       | Hellweg 16–18 · |      | Hier wohnte Werner Kronenberg Jg. 1909 Flucht 1938 USA                                                                                          | 18. Juni 2022 |                           |
| Norbert Kronenberg      | Hellweg 16–18 · |      | Hier wohnte Norbert Kronenberg Jg. 1910 Flucht 1938 Südafrika                                                                                   | 18. Juni 2022 |                           |
| Gerhard Kronenberg      | Hellweg 16–18 · |      | Hier wohnte Gerhard Kronenberg Jg. 1915 Flucht 1938 Südafrika                                                                                   | 18. Juni 2022 |                           |
| Arthur Steinberg        | Bachstraße 28 · |      | Hier wohnte Arthur Steinberg Jg. 1892 Schutzhaft 1938 KZ Sachsenhausen Zwangsarbeit 1940-1942 deportiert 1942 Ghetto Zamosc ermordet            | 26. Jan. 2024 |                           |
| Martha Steinberg        | Bachstraße 28 · |      | Hier wohnte Martha Steinberg Jg. 1887 unfreiwillig verzogen 1940 Dortmund deportiert 1942 Richtung Osten ermordet                               | 26. Jan. 2024 |                           |
| Toni Steinweg           | Bachstraße 28 · |      | Hier wohnte Toni Steinweg geb. Steinberg Jg. 1890 deportiert 1942 Theresienstadt 1944 Auschwitz ermordet                                        | 26. Jan. 2024 |                           |
| Klara Steinberg         | Bachstraße 28 · |      | Hier wohnte Klara Steinberg geb. Steinberg Jg. 1885 deportiert 1942 Ghetto Warschau ermordet                                                    | 26. Jan. 2024 |                           |
| Alice Paula Steinberg   | Bachstraße 28 · |      | Hier wohnte Alice Paula Steinberg Jg. 1927 deportiert 1942 Ghetto Zamosc ermordet                                                               | 26. Jan. 2024 |                           |
| Albert Günter Steinberg | Bachstraße 28 · |      | Hier wohnte Albert Günter Steinberg Jg. 1930 deportiert 1942 Ghetto Zamosc ermordet                                                             | 26. Jan. 2024 |                           |
| Moses Steinberg         | Bachstraße 28 · |      | Hier wohnte Moses Steinberg Jg. 1939 deportiert 1942 Ghetto Zamosc ermordet                                                                     | 26. Jan. 2024 |                           |